# Chemická depozice z plynné fáze

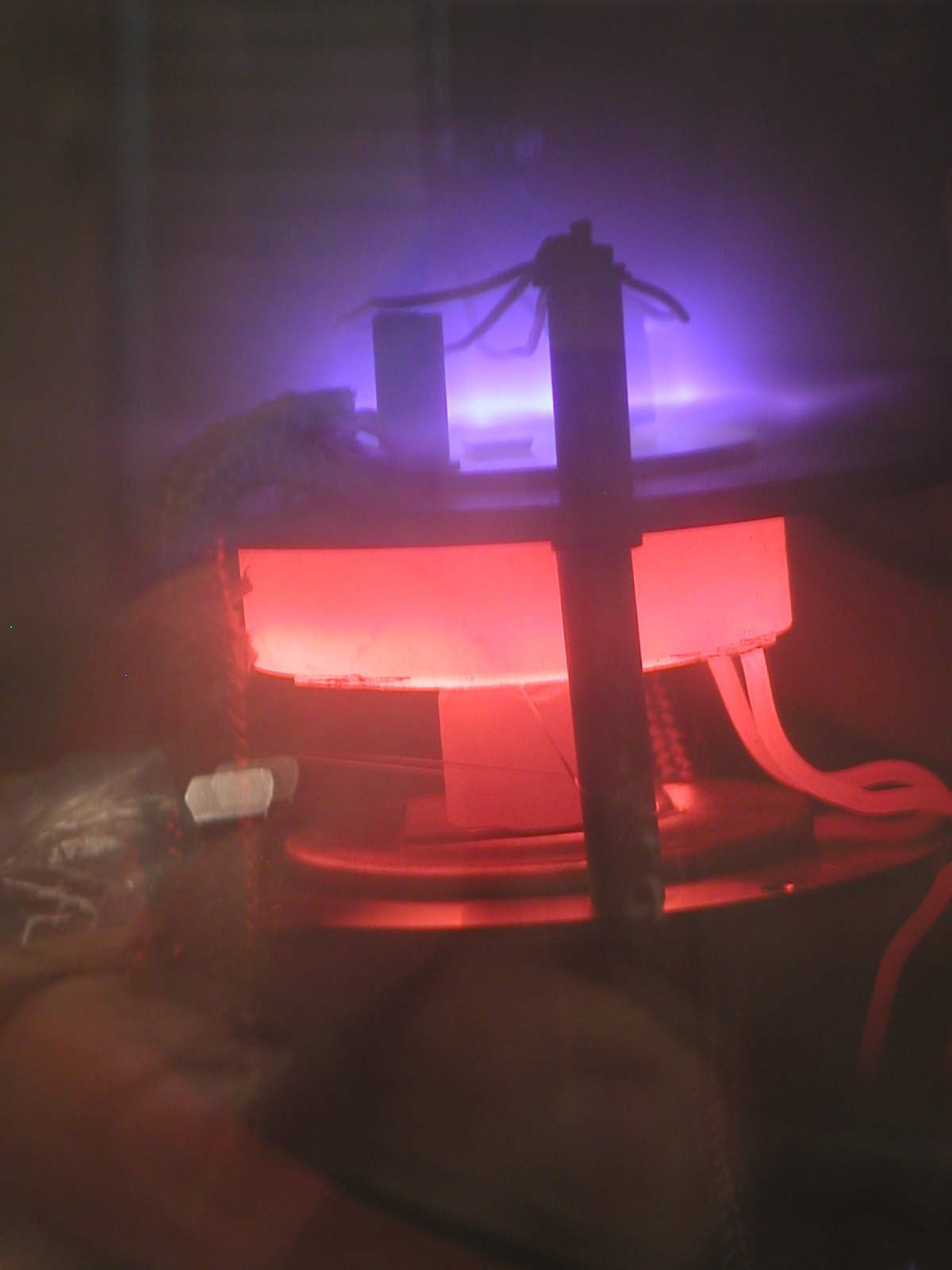
Příprava uhlíkových nanotrubic metodou PECVD

Chemická depozice z plynné fáze (CVD - Chemical Vapor Deposition) je chemický proces využívaný pro přípravu tenkých filmů (např. polovodičový průmysl). Substrát je vystaven účinkům jednoho nebo více těkavých prekurzorů, které na jeho povrchu reagují mezi sebou nebo se rozkládají za vzniku požadovaného materiálu, celý proces probíhá za vysoké teploty. Při tomto procesu se často uvolňují těkavé vedlejší produkty, které jsou z reakčního prostoru odstraňovány proudem plynu nebo vakuem.
Tato metoda je široce využívána v polovodičovém průmyslu. Slouží k přípravě polykrystalického, amorfního a epitaxního oxidu křemičitého, uhlíkových vláken a nanotrubic, nitridu křemičitého, atd. Pomocí CVD se také připravují syntetické diamanty.

## Historie
Jako první využili CVD Powell, Oxley v roce 1880 při výrobě žárovek, které měly vlákna pokrytá uhlíkem nebo kovem. Ve stejném desetiletí Ludwig Mond vyvinul karbonylový proces pro přípravu čistého niklu.
V následujících padesáti letech se metoda CVD vyvíjela pomalu. Využití nacházela převážně v metalurgii, při přípravě vysoce čistých kovů, např. tantalu, titanu, atd.
Po druhé světové válce došlo v tomto oboru k prudkému vývoji.

### Důležité události
- 1960 – termín Chemical Vapor Deposition použil poprvé John M. Blocher, separace „chemické depozice z páry“ a „fyzikální depozice z páry“
- 1960 – průnik CVD do polovodičového průmyslu
- 1963 – využití CVD v přítomnosti plazmatu v elektronice
- 1968 – průmyslové využití slinutých karbidů upravených pomocí CVD
- 80. léta – výroba umělých diamantů CVD metodou
- 90. léta – prudká expanze MOCVD v oblasti keramických materiálů a kovových vrstev. Vývoj CVD v oblasti optiky a optoelektroniky

## Metody CVD
Existuje poměrně velké množství modifikací této metody používaných pro přípravu tenkých filmů, například:
- CVD za atmosférického tlaku (APCVD - Atmosferic Pressure CVD) - proces probíhá za atmosférického tlaku

- Epitaxe atomových vrstev (ALCVD - Atomic Layer CVD) - při tomto procesu jsou do reakční komory přivedeny dva prekurzory (např. Al(CH3)3) a H2O). Jeden z prekurzorů se adsorbuje na povrchu substrátu, ale ke kompletní dekompozici nedojde bez přítomnosti druhého prekurzoru. ALCVD umožňuje dobrou kontrolu kvality a vznikajícího filmu.

- CVD v přítomnosti aerosolu (AACVD - Aerosol Assisted CVD) - v tomto procesu je prekurzor dopraven k substrátu ve formě aerosolu, generováného ultrazvukem. Tato technika je využitelná i pro netěkavé prekurzory.

- CVD organokovových prekurzorů (MOCVD - Metal Organic CVD) - jako prekurzory se používají organokovové látky, např. ethoxid tantaličný Ta(OC2H5)5 pro přípravu oxidu tantaličného Ta2O5

- CVD podporované plazmatem (PECVD – Plasma Enhanced CVD) – tato metoda využívá plazmatu pro iniciaci chemických reakcí. PECVD umožňuje dosáhnout depozice při nízkých teplotách.